# José de Segovia
José Antonio de Segovia Botella (* 23. Oktober 1982) ist ein spanischer Radrennfahrer.
José de Segovia gewann 2008 die vierte Etappe bei der Vuelta a Zamora und belegte am Ende in der Gesamtwertung den zweiten Platz. Außerdem war er bei einem Teilstück der Vuelta a Tenerife in Los Silos erfolgreich. Im nächsten Jahr gewann Segovia mit seinem Team Supermercados Froiz die erste Etappe bei der Vuelta a Extremadura und konnte so auch die Gesamtwertung für sich entscheiden. 2013 gewann er eine Etappe der Vuelta a León und wurde spanischer Zeitfahrmeister der Elitefahrer ohne Vertrag.

## Erfolge
2009
- Gesamtwertung und Mannschaftszeitfahren Vuelta a Extremadura

2013
- Spanischer Meister – Einzelzeitfahren (Elite ohne Vertrag)
- eine Etappe Vuelta a León

2014
- Spanischer Meister – Einzelzeitfahren (Elite ohne Vertrag)

## Teams
- 2010 Xacobeo Galicia
- 2015 Louletano-Ray
- 2016 Louletano-Hospital de Loulé